# Dornbirn

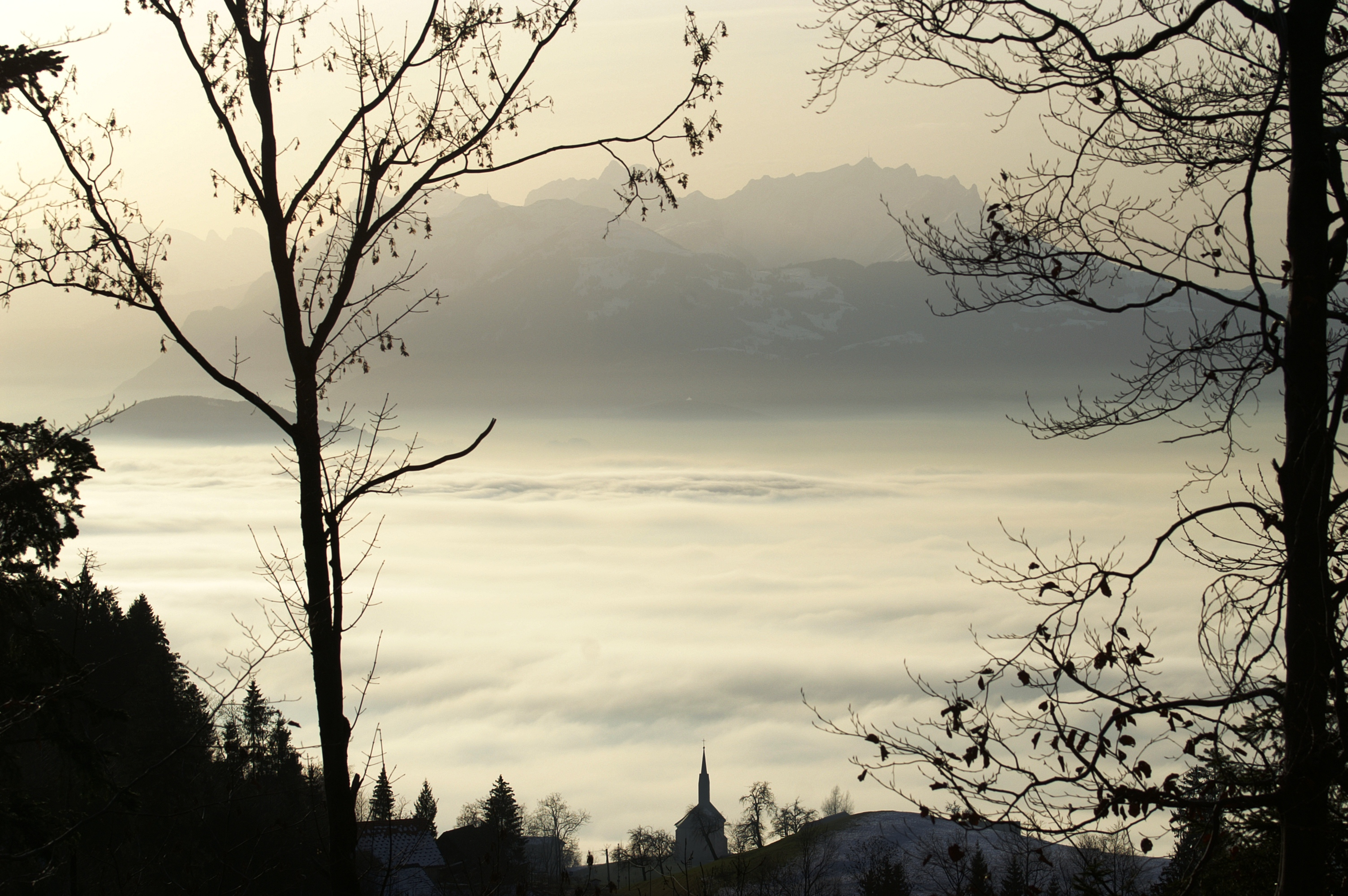
Dimma över dalgången nära Dornbirn.

Dornbirn är en stadskommun i Österrike samt förbundslandet Vorarlbergs största stad med 51 876 invånare (2024). Den är också huvudort i distriktet Dornbirn.
Geografiskt ligger Dornbirn intill treriksgränsen Tyskland-Schweiz-Österrike vid Bodensjön. Dornbirn ingår i ett nästintill sammanväxt stadskonglomerat med Sankt Margrethen i Schweiz, Lindau i Tyskland samt Bregenz, Lustenau och Hohenems i Österrike (och Vorarlberg).
Vorarlbergs äldsta bryggeri, Mohrenbräu ligger i Dornbirn.